# 永祚 (日本)
永祚（）は、日本の元号の一つ。永延の後、正暦の前。989年から990年までの期間を指す。この時代の天皇は一条天皇。

## 改元
- 永延3年8月8日（ユリウス暦989年9月10日） ハレー彗星出現のため改元
- 永祚2年11月7日（ユリウス暦990年11月26日） 正暦に改元

## 永祚期におきた出来事
- 永祚元年
  - 8月13日（ユリウス暦989年） - 近畿地方を猛烈な台風が襲い大被害が出た。この台風は永祚の風と呼ばれ、後々まで暴風雨の例えとされた。甚大な被害を理由として、翌年（990年）正暦に改元された。
- 永祚2年
  - 1月5日（同990年2月23日） - 一条天皇が11歳で元服し、藤原定子が女御として入内する。
  - 10月5日（同10月26日） - 定子が立后される。太皇太后は故冷泉天皇の后昌子内親王、皇太后は一条天皇の母藤原詮子、中宮（皇后）は円融上皇の后藤原遵子と、三后の位が全てふさがっていたため、遵子が「皇后宮」、定子が「中宮」と称される（＝皇后・中宮並立の初例）。

## 西暦との対照表
※は小の月を示す。
| 永祚元年（己丑） | 一月※    | 二月  | 三月※ | 四月※ | 五月  | 六月※ | 七月  | 八月 | 九月 | 十月※ | 十一月 | 十二月 |
| ---------------- | -------- | ----- | ----- | ----- | ----- | ----- | ----- | ---- | ---- | ----- | ------ | ------ |
| ユリウス暦       | 989/2/9  | 3/10  | 4/9   | 5/8   | 6/6   | 7/6   | 8/4   | 9/3  | 10/3 | 11/2  | 12/1   | 12/31  |
| 永祚二年（庚寅） | 一月※    | 二月※ | 三月  | 四月※ | 五月※ | 六月  | 七月※ | 八月 | 九月 | 十月※ | 十一月 | 十二月 |
| ユリウス暦       | 990/1/30 | 2/28  | 3/29  | 4/28  | 5/27  | 6/25  | 7/25  | 8/23 | 9/22 | 10/22 | 11/20  | 12/20  |